# Bömbögör
Le sum de Bömbögör (mongol : ᠪᠥᠮᠪᠦᠭᠡᠷ
ᠰᠤᠮᠤ, cyrillique : Бөмбөгөр сум, MNS : Bömbögör sum) est situé dans l'aimag (ligue) de Bayankhongor, en Mongolie.